# Cerkev (zgradba)
Cerkvena zgradba ali cerkvena hiša, ki jo pogosto imenujemo tudi cerkev, je zgradba, ki se uporablja za krščanske verske dejavnosti, zlasti za opravljanje krščanskega bogoslužja (liturgije). Izraz cerkev pogosto uporabljajo kristjani za označevanje prostorov, kjer molijo, včasih pa se (po analogiji) uporablja tudi za zgradbe drugih religij.

## Arhitektura
V tradicionalni krščanski arhitekturi je cerkvena notranjost pogosto strukturirana v obliki krščanskega križa. Če gledamo na tloris navpični krak križa predstavlja osrednjo ladjo s sedeži, medtem ko vodoravni krak in stičišče križa tvorita bemo in oltar. Stolpi ali kupole se pogosto dodajajo z namenom, da bi gledalca usmerili v nebesa in navdihnili številne misli in čustva pri obiskovalcih in vernikih. Sodobne cerkvene zgradbe imajo različne arhitekturne sloge in postavitve. Številne, ki so bile zasnovane za druge namene, so preuredili v cerkveno uporabo in obratno, številne prvotne cerkvene zgradbe so bile namenjene drugim uporabam.
Najzgodnejša zgradba krščanske cerkve je bila hišna cerkev, ustanovljena med letoma 233 in 256. Od 11. do 14. stoletja se je po zahodni Evropi širil val gradnje velikih cerkev in manjših župnijskih cerkva.

## Etimologija
V grščini pridevnik kyriak-ós / -ē / -ón (κυριακόν) pomeni 'pripadati ali nanašati se na  Kyrios' ('Gospod'), rabo pa so sprejeli zgodnji kristjani vzhodnega Sredozemlja za karkoli kar se je nanašalo na Gospoda Jezusa Kristusa: torej Kyriakós oíkos (Kυριακός οίκος) ('Gospodova hiša', cerkev), Kyriakē (Κυριακή) ('Gospodov dan', tj. nedelja) ali Kyriakē proseukhē (grško: Κυριακή προσευχή) ('Gospodova molitev'). 
V običajni grški rabi se je starejša beseda ecclesia (grško ἐκκλησία, ekklesía, dobesedno 'zbor', 'občestvo' ali kraj, kjer se takšno druženje dogaja) ohranila tako, da pomeni tako določeno zgradbo krščanskega bogoslužja ('cerkev') kot celotno skupnost vernikov ('Cerkev'). Ta uporaba se je obdržala tudi v latinščini in jezikih, ki izhajajo iz latinščine (npr. francosko eglise, italijansko chiesa, špansko iglesia, portugalsko igraja itd.), Pa tudi v keltskih jezikih (valižansko eglwys, irsko eaglai, bretonsko iliz, itd.) in v turščini kilise.
V germanskem in nekaterih slovanskih jezikih je bila namesto tega sprejeta beseda kyriak-ós / -ē / -ón in iz izpeljanke iz nje. V stari angleščini se je zaporedje izpeljave začelo kot cirice, nato v srednji angleščini churche in sčasoma  church" v svoji sedanji izgovorjavi. Nemško kirche, škotsko kirk, rusko церковь (tserkov), slovensko cerkev, itd. so podobno izpeljani.

## Zgodovina

### Antika
Po Novi zavezi zgodnji kristjani niso gradili cerkvenih zgradb. Namesto tega so se zbirali po domovih (hiperion) (Dela 17: 5, 20:20, 1. Korintčanom 16:19), na pokopališčih (katakombe) ali v judovskih častilnih krajih, kot je Drugi tempelj ali sinagoga (Dela 2:46, 19: 8). Najstarejša arheološko opredeljena krščanska cerkev je hišna cerkev (domus ecclesiae), cerkev v Dura-Europos, ustanovljena med letoma 233 in 256.  V drugi polovici 3. stoletja našega štetja so začeli graditi prve namenske dvorane za krščansko čaščenje (aula ecclesiae). Čeprav je bilo veliko teh uničenih v začetku naslednjega stoletja med Dioklecijanovim preganjanjem, so se v času vladavine cesarja Konstantina Velikega, po letu 313, ko je krščanstvo z Milanskim ediktom dobilo versko svobodo in pravico javnosti, začele pojavljati večje in bolj izpopolnjene cerkvene zgradbe.
Ta prostor je skozi zgodovino doživljal manjše predelave, odvisno od razvoja liturgije, družbeno-političnega statusa Cerkve in slogovnih obdobij. Najprej je nastal poseben bogočastni prostor – bazilika – ki je z nekaterimi modifikacijami trajal več stoletij.

### Srednji vek
Od 11. do 14. stoletja se je po zahodni Evropi zgodil val gradenj velikih cerkva (tudi stolnic) in manjših župnijskih cerkva. Poleg tega, da so cerkve služile za bogoslužje, so bile središče prostora, kjer so se verniki zbirali, gostili prireditve cehov, igrali igre, prirejali bankete in sejme. Cerkvena zemljišča in druge zgradbe so bila uporabljena tudi za mletje in skladiščenje žita.

#### Romanska arhitektura
Med letoma 1000 in 1200 je po vsej Evropi postal priljubljen romanski slog. Pojavil se je po vsej zahodni in srednji Evropi. Zanj so značilne velike in prostorne stavbe, ki jih običajno sestavljajo preproste, kompaktne, redko okrašene geometrijske strukture. Značilnosti romanske cerkve vso polkrožni loki, okrogli ali osmerokotni stolpi in preprosti blazinasti kapiteli na stebrih ali slopih. V zgodnjem obdobju je bilo modno kasetiranje stropov, kasneje pa je obok pridobival na priljubljenosti. Notranjost se je razširila in motivi skulptur prevzeli bolj epske lastnosti in teme. 

#### Gotska arhitektura
Gotski slog se je pojavil okoli leta 1140 v Île-de-Francu in se nato razširil po Evropi. Gotske cerkve so izgubile kompaktne lastnosti, okras  je pogosto vseboval simbolične in alegorične značilnosti. Pojavljati so se začeli prvi koničasti loki, rebrasti oboki in oporniki, ki so zmanjšali potrebo po velikih, togih stenah za zagotavljanje stabilnosti konstrukcije. Posledica so bila velika okna in s tem svetlejša  notranjost. Tudi ladje so se povišale in stebri podaljšali. Zaradi pretiravanja v višino se je več stolpov in streh obokov podrlo. V Nemčiji, na Nizozemskem in v Španiji je postalo priljubljeno graditi dvoranske cerkve, slog, pri katerem so bili vsi oboki zgrajeni na isti višini.
Nekatere najbolj znane gotske cerkve so stoletja ostale nedokončane, potem ko gotski slog ni bil več popularen.

### Renesansa
V 15. in 16. stoletju je sprememba etike in družbe zaradi renesanse in reformacije vplivala tudi na gradnjo cerkva. Slog je bil sicer podoben gotskemu, vendar na poenostavljen način. Bazilika ni bila najbolj priljubljena oblika cerkve, ampak so namesto nje postavili dvorane. Značilnost so stebri in klasični kapiteli.
V protestantskih cerkvah, kjer je oznanjevanje Božje besede posebnega pomena, je pogled obiskovalca usmerjen proti prižnici.

### Baročna arhitektura
Baročni slog je bil prvič uporabljen v Italiji okoli leta 1575. Od tam se je razširil na preostalo Evropo in v evropske kolonije. V času baroka se je gradbena industrija močno povečala. Zgradbe, celo cerkve, so bile uporabljene kot pokazatelji bogastva, avtoritete in vpliva. Uporaba oblik, znanih iz renesanse, je postala zelo pretirana. Kupole in kapiteli so bili močno okrašeni, nekdanje štukaturne skulpture so zamenjali s freskami na stropih. Cerkev je bila prvič videti kot povezano umetniško delo, razviti so bili dosledni umetniški koncepti. Namesto dolgih stavb so nastale stavb centralnega tlorisa. Razgibana dekoracija s cvetličnimi ornamenti in mitološkimi motivi se je do rokokoja do približno leta 1720 stopnjevala. 
V protestantskih cerkvah so se vsi obiskovalci čim bolj približali prižnici in oltarju.

## Oblike
Splošna oblika cerkve je oblika križa  (dolg osrednji pravokotnik, s stranskimi pravokotniki in pravokotnikom spredaj za oltarni prostor ali svetišče). Te cerkve imajo pogosto tudi kupolo ali drug velik obokani prostor v notranjosti, da predstavljajo ali opozarjajo na nebesa. Druge običajne oblike cerkva so krog, ki predstavlja večnost ali osmerokotnik ali zvezdi podobno obliko, ki predstavlja cerkev, ki prinaša svetlobo v svet. Tudi splošna značilnost je spirala, visok stolp na 'zahodnem' koncu cerkve ali čez križišče.
Druga splošna značilnost mnogih krščanskih cerkva je usmeritev prednjega oltarja proti vzhodu. Pogosto oltar ne bo usmerjen proti vzhodu, ampak v smeri sončnega vzhoda. Ta tradicija izvira iz Bizanca v 4. stoletju, na Zahodu pa je bila razširjena v 8. do 9. stoletju. Star rimski običaj, da je bil oltar na zahodnem koncu in vhod na vzhodu, je včasih sledil v 11. stoletju celo na območjih severne Evrope pod frankovsko vladavino, kot je bilo vidno v Petershausnu (Konstanca), Bamberški stolnici, Augsburški stolnici, stolnici v Regensburgu in  Hildesheimski stolnici.
Cerkev je imela tudi kripto v katero se je vstopalo ob straneh pod korom. Med korom in prostorom za vernike je bila korna pregrada ali rešetkasta ograja. Ta je bila odstranjena z 2. vatikanskim koncilom leta 1962-65, ko se je oltar obrnil proti vernikom. V cerkvi je pogosto tudi pevska empora, na kateri so po navadi orgle, na katere igrajo cerkvene pesmi in s tem spremljajo petje solista ali zbora. Od 11. stoletja dalje so cerkve imele tudi zvonik, največkrat kvadraten, običajno zgrajen ob cerkveni zgradbi. Če stoji samostojno se imenuje kampanile. Danes imajo cerkve tudi klopi s klečalniki, spovednico, prižnico in zakristijo.

### Bazilika
Latinska beseda bazilika (izhaja iz grščine Basiliké Stoà, 'kraljevska Stoa') je bila najprej uporabljena za opis rimske javne zgradbe (kot v Grčiji, predvsem za razsodišče), ki je bila običajno na forumu rimskega mesta.  Ločimo dva glavna tipa: zahodni ali latinski in vzhodni tip. Zahodni tip bazilike je podolgovata dvorana s tremi ladjami: srednja je višja od stranskih, prečna ladja (transept) s polkrožno apsido je na vzhodnem koncu, portik – vhod –  pa na zahodnem. 
Vzhodna bazilika je centralna zgradba v obliki grškega križa, nad križiščem je kupola. Na vuhodni strani je znotraj polkrožna, zunaj poligonalna apsida, na zahodni strani je preddverje (narteks) in atrij. Glavni liturgični prostor sestavljajo: oltar, ambon, katedra, subselije, krstilnica, kantar (vodnjak v atriju), proteza (severni prizidek), diakonikon (južni prizidek), katehumenej (prostor povezan s krstilnico), itd.

## Funkcije cerkvenih zgradb
Glede na funkcije, ki jih cerkve opravljajo, poznamo:
- župnijske cerkve (glavne cerkve v župniji)
- podružnične cerkve (cerkve, podrejene župnijski cerkvi, le z občasnim bogoslužjem)
- stolne cerkve ali stolnice (glavne cerkve škofije, s škofovskim ali nadškofovskim sedežem)
- pokopališke cerkve so dejansko podružnične cerkve, ki služijo za bogoslužja pri pogrebih, nahajajo se na pokopališčih
- romarske cerkve ali cerkve v romarskih središčih
- bazilike (cerkve s posebnim statusom in funkcijo)
- konventualne cerkve

### Konventualne cerkve
Konventualne cerkve, bolj znane tudi kot samostanske cerkve, so del verskih kompleksov različnih cerkvenih ali verskih redov oz. redovnih skupnosti, četudi stojijo na ozemlju posamezne župnije, tej ne pripadajo. Njihova posebnost ni samo v funkciji, ampak lahko tudi v omejeni dostopnosti, npr. samo ob določenih mašah, le ob določenih priložnostih ali zgolj ob nekaterih rednih urah, ki jih določi red.

### Bazilike
Potem ko je rimsko cesarstvo postalo uradno krščansko, se je izraz bazilika razširil in se nanaša na veliko in pomembno cerkev, ki ji je papež (dejansko pa Kongregacija za bogoslužje in disciplino zakramentov, sedaj Dikasterij za bogoslužje in disciplino zakramentov), dodelil posebne ceremonialne pravice. Tako beseda danes ohranja dva pomena, enega arhitekturnega in drugega cerkvenega.